# Turn Your Back
Turn Your Back è un singolo del gruppo musicale canadese Billy Talent, pubblicato nel 2008 ed estratto dall'album Billy Talent III. Il brano è stato registrato insieme al gruppo statunitense Anti-Flag.

## Tracce
- Download digitale

1. Turn Your Back - 3:24

## Formazione
- Benjamin Kowalewicz - voce
- Ian D'Sa - chitarra
- Jonathan Gallant - basso
- Aaron Solowoniuk - batteria